# 太祝令
太祝令（たいしゅくれい）は、かつて中国にあった官職である。祭祀を掌った。

## 秦
『史記』によれば秦の時代には太祝が都の近くの四畤などの祠を祀った。遠方の祠は民間に任せ、皇帝の行幸など特別なときにだけ祀った。太祝の長官・職員については言及がないが、前漢での復活の事情からも、前漢初期と同じく太祝令・太祝丞などであろう。

## 前漢
漢の高祖劉邦は、項羽に対して兵を挙げた高祖2年（紀元前205年）に、四畤を一つ増して五畤とした上で、秦の祝官を復職させ、太祝と太宰を置いた。
文帝13年（紀元前167年）に、それまで中央政府が関与しなかった諸侯王の領内の祭祀も、太祝の管轄となった。
景帝の中6年（紀元前144年）に祠祀令と改称した。武帝が太初元年（紀元前104年）に廟祀令と改称した。
秩石は600石。奉常の下につき、補佐に太祝丞がついた。奉常の下には他にも祭祀関連の官があったが、彼らの職務は補助的で、祭祀の中心は太祝であった。皇帝自身が主宰するような重要な儀式では、太祝は皇帝が率いる大勢の官吏の一人として補助的な役割を果たした。

## 後漢
前漢で祠祀令・廟祀令となった官名は、後漢で太祝令に戻された。
秩石は変わらず600石。太常の下にあり、太祝丞が1名ついた。『続漢書』「百官志」が記す職務は太祝令が「国の祭祀で祝詞を読み、神を迎え送る」こと、太祝丞は重要度が「小さい神で祝詞を読む」ことである。
皇帝が主宰するような重要な儀式で補助にまわることは、前漢と同じである。たとえば皇帝の葬儀（大喪）では、太祝令は諡号を記した策書を読み上げたり、酒を献げる役であった。
部下の定員は、員吏41名、祝人150名、宰242名、屠者60名。

## その後
その後の王朝でも太祝令が置かれた。